# Besmettelijkheid
Besmettelijkheid of infectiviteit geeft aan hoe makkelijk een pathogeen zich kan verspreiden en een infectie kan veroorzaken. Dit in tegenstelling tot virulentie, dat aangeeft hoeveel schade een pathogeen kan aanrichten wanneer eenmaal de infectie begonnen is.
Besmettelijkheid houdt verband met de term incidentie, dat een maat is voor de besmettelijkheid in een populatie.